# Hans im Glück Verlag
Der Hans im Glück Verlag ist ein in München ansässiger Verlag für Brett- und Kartenspiele.

## Geschichte

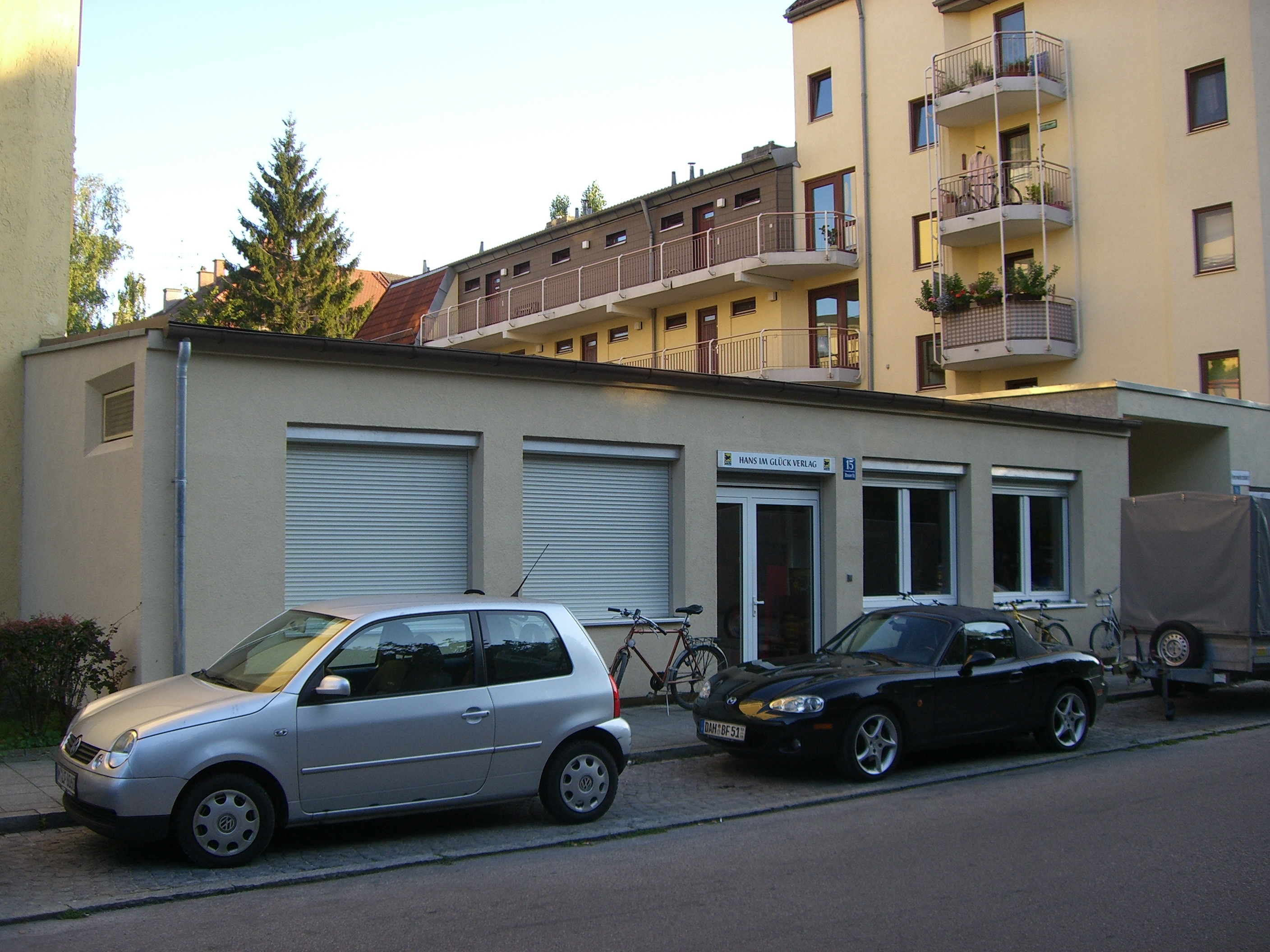
Verlagssitz

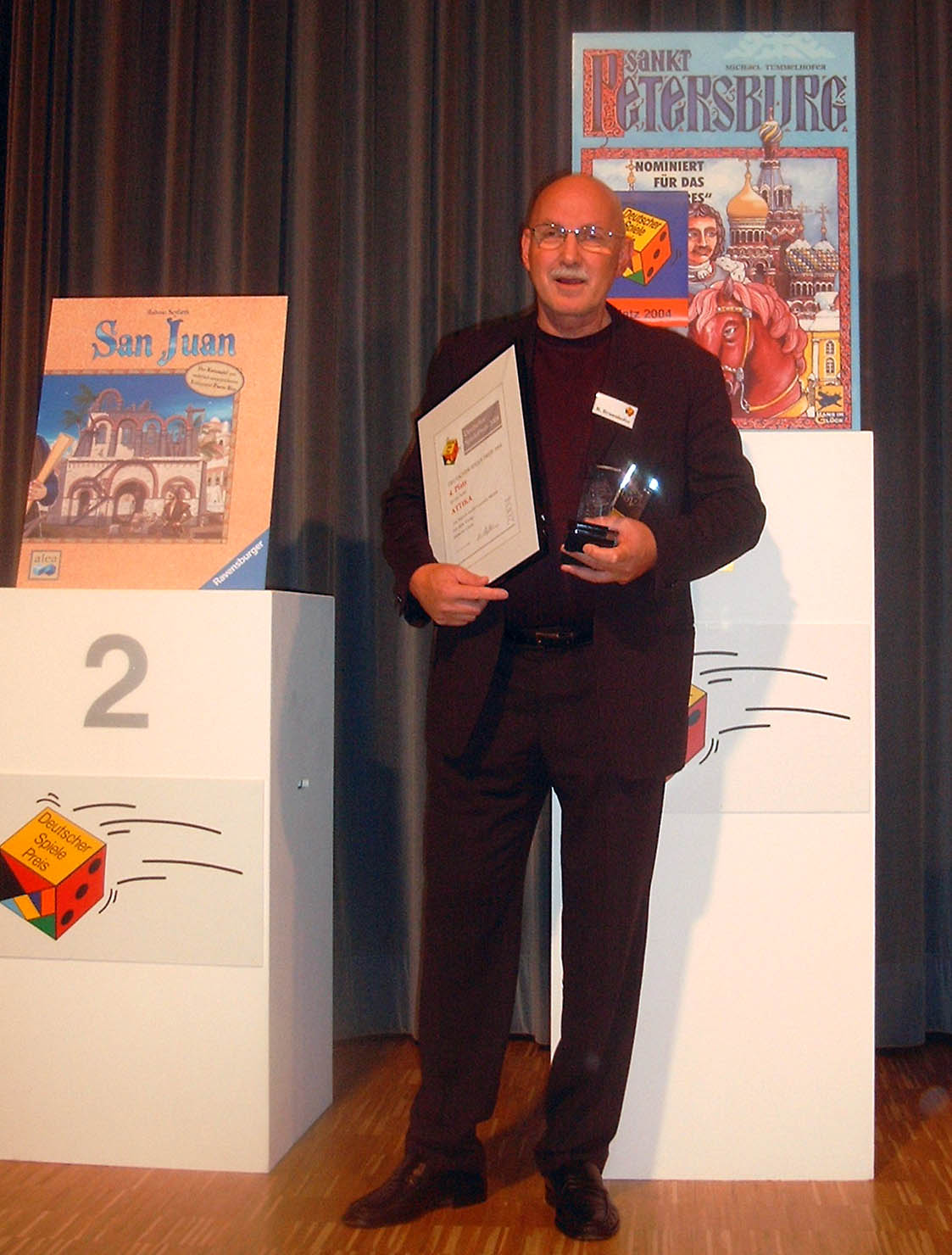
Verlagschef Bernd Brunnhofer bei der Verleihung des Deutschen Spiele Preises 2004 für sein Spiel Sankt Petersburg

Der Münchner Verlag wurde 1983 von Bernd Brunnhofer und Karl-Heinz Schmiel gegründet. Die ersten Spiele entstanden in Handarbeit in einer Garagenwerkstatt. 1987 stieg Karl-Heinz Schmiel aus dem Verlag aus und der Spieleverlag wurde professionalisiert. Bernd Brunnhofer trägt seitdem die alleinige Verantwortung als Redakteur und Verleger.
Nachdem die Hans-im-Glück-Spiele in den 1980er Jahren bereits zweimal auf der Auswahlliste des Spiel des Jahres vertreten waren (Greyhounds von Bernd Brunnhofer 1986 und Maestro von Rudi Hoffmann 1989), gelang mit dem Spiel Drunter & Drüber der Durchbruch. Das Spiel von Klaus Teuber wurde als Spiel des Jahres 1991 ausgezeichnet. Der Hans im Glück Verlag war der erste Kleinverlag, der diese weltweit bedeutendste Spieleauszeichnung erhielt. Heute gilt er als der meistausgezeichnete Spieleverlag. Der bislang größte Erfolg ist das im Jahr 2000 veröffentlichte, millionenfach verkaufte und mehrfach ausgezeichnete Legespiel Carcassonne.
Ab 1993 wurde das Hans-im-Glück-Programm vom Berliner Spieleverlag Blatz Spiele, der unter dem Label Schmidt Spiele auftritt, vertrieben. Im Juli 2018 beschlossen beide Verlage, diese Vertriebskooperation nicht mehr weiterzuführen. Der Vertrieb der Hans-im-Glück-Spiele wird von 2019 an durch asmodee erfolgen.

## Auszeichnungen (Hauptpreise)
- Drunter & Drüber – Spiel des Jahres 1991
- Modern Art – Deutscher Spielepreis 1993
- Manhattan – Spiel des Jahres 1994
- El Grande – Spiel des Jahres 1996, Deutscher Spielepreis 1996
- Euphrat & Tigris – Deutscher Spielepreis 1998
- Ohne Furcht und Adel – À-la-carte-Kartenspielpreis 2000
- Carcassonne – Spiel des Jahres 2001, Deutscher Spielepreis 2001
- Amun-Re – Deutscher Spielepreis 2003
- Sankt Petersburg – Deutscher Spielepreis 2004
- Thurn und Taxis – Spiel des Jahres 2006
- Dominion – Spiel des Jahres 2009
- Die Paläste von Carrara – Deutscher Spiele Preis: Essener Feder 2013
- Russian Railroads – Deutscher Spiele Preis 2014, Gamers Choice Awards Multiplayer 2014
- Stone Age Junior – Kinderspiel des Jahres 2016
- Auf den Spuren von Marco Polo – Deutscher Spielepreis 2015, Niederländischer Spielepreis 2016
- Paleo - Kennerspiel des Jahres 2021

## Weitere Spiele
- Die Macher: Wahlkampf in Deutschland (1986)
- 1835: Aufbau von Eisenbahnunternehmen in Deutschland (1990)
- Samurai: Kampf um die Vorherrschaft im Japan des 19. Jahrhunderts (1998)
- Fjords: Legespiel (1998)
- Stone Age: Worker Placement in der Steinzeit (2008)
- Egizia: Worker Placement im antiken Ägypten (2009) - Deutscher Spielepreis Platz: 7 (2010)

## Belege
1. ↑  Neuorientierung bei Schmidt Spiele® und Hans im Glück für 2019. (Memento des Originals vom 2. Juli 2018 im Internet Archive)  Info: Der Archivlink wurde automatisch eingesetzt und noch nicht geprüft. Bitte prüfe Original- und Archivlink gemäß Anleitung und entferne dann diesen Hinweis. Pressemitteilung vom 2. Juli 2018; abgerufen am 2. Juli 2018.
2. ↑  Daniel Krause: Schmidt Spiele und Hans im Glück gehen getrennte Wege. Abgerufen am 9. Juli 2018 (deutsch).